# Uréparapara
Uréparapara (abreviada de Parapara; e conhecida antigamente como Ilha de Bligh) é uma ilha em Vanuatu na provincia de Torba. Possui uma área de 30 km² e o ponto mais alto é a 742 m. 
É a terceira maior ilha do arquipélago de Banks, atrás apenas de Gaua e Vanua Lava.

## Etimologia
O nome Uréparapara [ureparapara] reflete a forma que missionários ingleses, ao fim do século XIX, decidiram transcrever a forma que a ilha era chamada pela língua mota, nativa da ilha.
A ilha é localmente conhecida por Noypēypay [nɔjpɪjˈpaj] em Lehali e Aö [aˈø] em Löyöp. Outros nomes para a ilha incluem Nōybaybay[nʊjpajˈpaj] em Mwotlap, Ōrbarbar [orᵐbarˈᵐbar] em Vurës, e Ōlpaapaa [ʊlpaːˈpaː] em Lakon. Com a exceção de Löyöp, cujo termo possui origem desconhecida, os nomes descendem do Proto-Torres-Banks *[na] ureᵐbaraᵐbara, que pode ser entendido como "a ilha das encostas" (Proto-Torres-Bakns *ure significando "ilha" e tendo cognatos como em Tamambo ure [ˈure]). O nome Norbarbar, documentado por Codrington para a ilha, possui a mesma origem.

## História
A primeira visita registrada de um europeu foi do descobridor espanhol Pedro Fernández de Quirós em 15 de junho de 1606. Primeiro ele chamou a ilha de Pilar de Zaragoza; mais tarde foi listada como Nuestra Señora de Montserrate.
Em 1789 a ilha foi redescoberta por William Bligh, na sua viagem de Tonga para Timor após o motim do Bounty, o navegador britânico avistou a ilha de longe. Depois disso, foi chamada de Bligh Island por algum tempo.

## Geografia
A antiga cratera vulcânica da ilha foi erodida pelo oceano no lado leste para formar Divers Bay ( chamada de Löyöp Bay pelos nativos). Além dos 3,7 km de profundidade e 1,4 km de largura de entrada da baía, a ilha é quase circular com um diâmetro de 8 km. O ponto mais alto é o Monte Tow Lap (Tooulap) com 764 metros na borda da cratera.
A ilha possui uma área de 39 km². 

### Fauna
Ocorrem apenas dois mamíferos na ilha , a Raposa-Voadora-de-Vanuatu (Pteropus anetianus) e a Raposa-Voadora-de-Tongue (Pteropus tonganus).

## Demografia
Em 2009, Uréparapara tinha 437 habitantes, distribuídos em três aldeias. Em 2015, o número aumentou para 489.
A maior aldeia é Léar (Léséréplag). Os outros dois são Lehali (na costa oeste) e Lequanle (Lekwyangle, na costa noroeste). Um mapa atual de 2015 mostra mais duas aldeias, Kowe e Tano.

### Idioma
Duas línguas são faladas na ilha: Lehali e Löyöp, com, respectivamente, 200 e 240 falantes.
Em seu levantamento de 1885 sobre as variedades linguísticas da região, o missionário e linguista Robert Codrington descreveu a ilha como sendo habitada por duas variedades de língua, que ele chama de Retan no Oeste e the Bay no Leste. A comparação de sua descrição com dados modernos mostra que Retan era a mesma língua que o moderno Lehali; enquanto the Bay era aparentemente o ancestral do Löyöp.
Codrington trata Retan e the Bay como se fossem dois dialetos de uma única língua, que ele chama de Norbarbar; no entanto, as muitas diferenças que ele cita entre eles sugerem que poderiam muito bem ter sido tratados como duas línguas distintas. Um levantamento mais recente pelo linguista A. François confirma que estas são duas línguas separadas.
A história oral em Uréparapara, conforme citado por várias fontes, relata que a atual população de the Bay (falantes de Löyöp) inclui descendentes de refugiados que eram nativos das ilhas Rowa vizinhas: eles foram forçados a migrar para Uréparapara por um evento que às vezes é descrito como um tsunami na década de 1930, ou um ciclone na década de 1950. É provável que a moderna Löyöp resulte da fusão de duas variedades linguísticas: o dialeto original de the Bay descrito por Codrington (1885) e o falado originalmente nas ilhas Rowa – agora um arquipélago deserto.
Um estudo glotométrico de 2014 das ilhas Banks mostrou que Löyöp é próximo de Mwotlap e Volow, enquanto Lehali compartilha elementos tanto com Löyöp quanto com Lo-Toga nas ilhas Torres.

## Cultura

### Lugar de interesse
Uréparapara tem alguns locais historicamente significativos, feitos de pedra coral. Estas aldeias do interior foram abandonadas no século XIX, mas foram preservadas sob a vegetação. Eles foram propostos para inclusão na Lista do Patrimônio Mundial da UNESCO. A mais famosa é uma plataforma de quase 4 metros de altura, Votwos na língua Lehali. Nele eram realizados ritos de passagem (suqe ou suqwe), ritual em que se estabelecia a hierarquia das lideranças da comunidade.

### Mídia
Uréparapara é o cenário do documentário alemão de 1978 Beschreibung einer Insel, do diretor Rudolf Thome.